# Piccadilly Circus

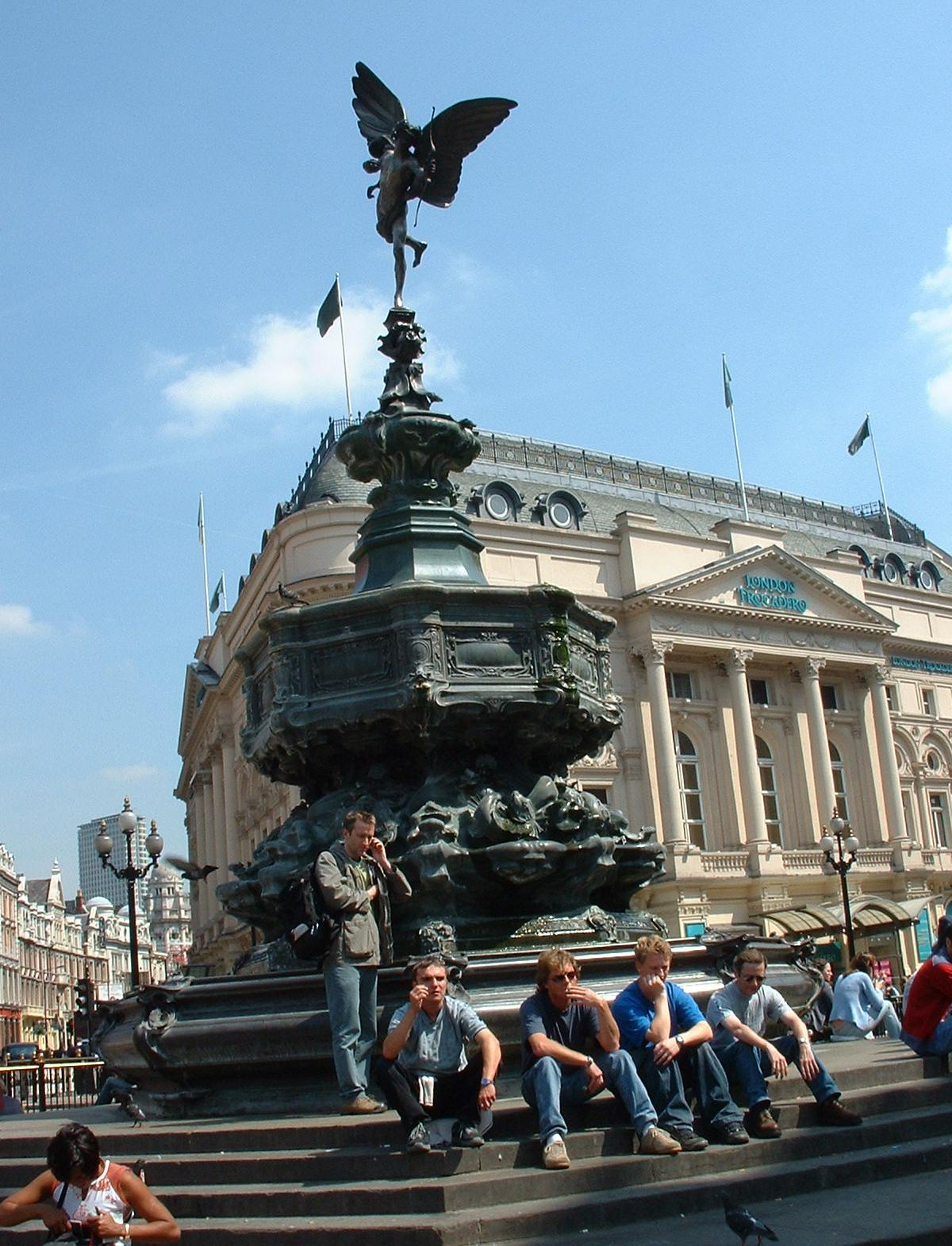
Fontanna z figurką Anterosa

Piccadilly Circus – plac i skrzyżowanie głównych ulic w samym sercu teatralnego i rozrywkowego rewiru West End w Londynie, będącego częścią Soho. Jest jednym z najbardziej rozpoznawalnych miejsc w Londynie i atrakcją turystyczną, znajduje się w pobliżu głównych punktów handlowych i rozrywkowych dzielnicy West End oraz stanowi ważny węzeł komunikacyjny. Przy Piccadilly Circus znajduje się m.in. London Pavilion i Criterion Theatre, a pod placem stacja metra obsługująca Bakerloo Line i Piccadilly line. 

## Historia
Nazwa tego miejsca pochodzi od pobliskiej ulicy Piccadilly, której pierwsza nazwa nadana w 1692 brzmiała Portugal Street na cześć księżniczki Katarzyny Braganzy z Portugalii, poślubionej przez króla Karola II. Nazwa Piccadilly Hall pojawiła się ok. 1626, powstała ona od mieszczącej się tu pracowni krawieckiej Roberta Bakera, który szył koszule męskie z charakterystycznymi kołnierzykami w kształcie kryzy noszącymi nazwę piccadill. Po 1743 porzucono nazwę Portugal Street na rzecz nazwy Piccadilly. Okrągły plac powstał w 1819 na skrzyżowaniu przecinającej je Regent Street z Shaftesbury Avenue, Haymarket, Glasshouse Street i Coventry Street według projektu Johna Nasha jako wytworna aleja łącząca Regent’s Park i Carlton House. Zajął miejsce domu i ogrodu należących do Lady Hutton. W 1886 po powstaniu Shaftesbury Avenue miejsce utraciło okrągłą formę, ale nazwy nie zmieniono. Od 1893 w centralnym miejscu znajduje się fontanna z figurką Anterosa. W innej wersji jest to chrześcijański Anioł Miłosierdzia wykonany przez Alfreda Gilberta, który upamiętnia siódmego earla Shaftesbury Anthony'ego Ashleya Coopera, męża stanu i filantropa walczącego o poprawę warunków życia klasy robotniczej oraz opiekuna psychicznie chorych. 10 marca 1906 pod placem uruchomiono stację metra, cztery lata później na fasadach budynków umieszczono pierwsze reklamy świetlne, reklamowały one buliony Bovril i napoje Schweppes, w 1923 zajęły one również fasadę London Pavilon. W 1928 zainstalowano sygnalizację świetlną. Podczas II wojny światowej Piccadilly Circus stał się miejscem operowania prostytutek oczekujących tu na amerykańskich żołnierzy, przez co nadano im przydomek "Piccadilly Commandos". Scotland Yard nie ingerowało w tę sytuację, aby nie pogorszyć politycznych relacji angielsko-amerykańskich. W 1960 władze Londynu zwróciły uwagę na stale wzrastający ruch kołowy i zgłosiły potrzebę rozwiązania tego problemu poprzez gruntowną przebudowę, dwa lata później William Holford przedstawił projekt budowy wielopoziomowego skrzyżowania, gdzie ruch pieszy odbywałby się w większości na wybudowanych estakadach. Do realizacji nie doszło ponieważ projekt zakładał zwiększenie przepustowości na poziomie 20% a władze miasta oczekiwały wzrostu o ok. 50%. Przebudowa placu miała miejsce w 1980, poszerzono wówczas jezdnię w południowej jego części oraz przeniesiono fontannę ze środka placu na południowo-zachodni narożnik przy początku Shaftesbury Avenue.

## Reklamy
Piccadilly Circus jest miejscem rozpoznawalnym na całym świecie, głównie dzięki reklamom świetlnym takich firm jak np. SANYO, McDonald’s czy Coca-Cola, umieszczonym na jednym z rogów placu. Pierwsze tablice reklamowe pojawiły się w tym miejscu w latach 90. XIX wieku, a pierwszą podświetlaną była reklama Perrier (oświetlenie zainstalowano w 1908). Od 1910 rozpoczęto instalowanie reklam neonowych, pierwszymi były reklamy bulionów Bovril i napojów Schweppes. Pierwsza ruchoma reklama przedstawiała piwo Guinness i jej część zajmował zegar, w grudniu 1998 reklama Coke była pierwszą, w której zastosowano projektor komputerowy, od 2000 stopniowo wprowadzano wyświetlacze LED, które w 2011 zastąpiły wcześniejsze neony. 
Reklamy są wyłączane w wyjątkowych przypadkach, miało to miejsce m.in. w dniu śmierci Winstona Churchilla w 1965 oraz śmierci Diany, księżnej Walii w 1997. W dniu 21 czerwca 2007 zostały wyłączone w związku z kampanią Lights Out London.

## Obiekty
Przy Piccadilly Circus znajdują się:
- Fontanna poświęcona Earlowi Shaftesbury z figurką Anterosa;
- Criterion Theatre;
- London Pavilion;
- Dawny dom towarowy Swan & Edgar;
- Dom handlowy Lillywhites.